# Zapovédnik
Un Zapovédnik (ruso: заповедник, tr.: Zapovédnik; ucraniano: Заповідник, tr.: Zapovídnik) es un área protegida con personalidad jurídica especial en el Imperio ruso, la Unión Soviética y en el espacio postsoviético (en total catorce países de la antigua CEI). En el momento de la caída de la Unión Soviética había más de cien zapovédniks en su territorio.
El término se refiere a áreas protegidas por su valor histórico, cultural o de valor para la historia del arte, edificios, recintos o lugares que tienen relevancia para la memoria colectiva de la sociedad. La traducción como "área protegida", como vemos, se queda corta.
Dentro de los límites de un Zapovédnik no están permitidas las actividades económicas que contradigan el propósito del Zapovédnik o representen una influencia dañina sobre él. La pesca, la tala de árboles, las construcciones inmobiliarias o la construcción de carreteras sólo están permitidas si ayudan a conservar la función del Zapovédnik, una condición que se extiende al resto de actividades.
Un Zapovédnik es una persona jurídica, dispone de una administración con un director a la cabeza, así como subsecciones científicas y un cuerpo de seguridad. Las violaciones del cuerpo legal del Zapovédnik pueden ser llevadas a juicio.
En Rusia hay 101 zapovédniks cubriendo una superficie de 300.000 kilómetros cuadrados (alrededor del 1.4% del total del territorio del país. Incluyen de todo, desde aisladas estepas a grandes pedazos de Siberia y el Ártico, desde el pequeño zapovédnik de Gálichia Gorá de 2.1 kilómetros cuadrados hasta el más grande, la Gran Reserva Natural del Ártico, de 41.692 kilómetros cuadrados. El Ministerio ruso de Recursos Naturales gestiona noventa y nueve de estas áreas, quedando el de Ilmen (administrado por la Academia Rusa de las Ciencias) y el de Gálichia Gorá (administrado por la Universidad de Vorónezh).
Los otros tipos de áreas protegidas de Rusia son parques nacionales, zakáznik (área de recursos dirigidos), monumentos naturales (a menudo árboles, zonas de interés geológico, u otras pequeñas áreas), etc. Algunos zapovédniks son considerados Reserva de la Biosfera.

## Teoría delzapovédnost

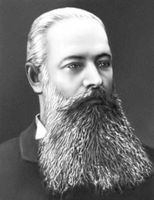
Vasili Dokucháyev.

La justificación teórica y ética para los zapovédniks es conocida como zapovédnost' (заповедость, "el estado de ser protegido en un zapovédnik"). Fue desarrollada en la década de 1890 y principios del siglo XX, principalmente por el biólogo del suelo Vasili Dokucháyev.
La idea fundamental es la exclusión de la gente y la prohibición de la actividad económica, con la única excepción de acceso no intrusivo para científicos y guardabosques. Los zapovédniks pretenden ser parcelas de ecosistema natural que pueden ser estudiadas como etalony(эталоны) o estándares con los cuales comparar ecosistemas administrados, como los creados por la agricultura y la silvicultura. Llegados a este punto, los zapovédniks tienen que ser lo bastante extensos como para ser autosuficientes, con una cadena trófica completa hasta los predadores mayores
En 1910, la teoría del zapovédnost dio un paso adelante con I.P. Borodín, que argumentó que los zapovédniks no deberían ser establecidos poco a poco, sino como un plan establecido de reservas que fueran muestras de todos las principales regiones naturales del país.
En la década de 1940, Aldo Leopold entendió la necesidad de reservas del tipo zapovédnik: "Mientras que las mayores áreas llegan a estar parcialmente trastornadas, a J. E. Weaver sólo le bastó con unos pocos acres salvajes para descubrir por qué la flora de las praderas es más resistente a las sequías que la flora agronómica que la ha suplantado". La respuesta era que la flora de pradera tiene un sistema de ráices mucho más complejo y eficiente, y esto sólo podía ser descubierto estudiando el ecosistema natural inalterado.
Es obvio que sería muy difícil, sino imposible, establecer un zapovédnik "perfecto" en el día de hoy, totalmente natural y autosuficiente, sobre todo ante los efectos que produce la polución y el efecto invernadero.

## Historia
Los primeros zapovédniks fueron situados en la región de la estepa del Imperio ruso en la década de 1890. Algunos de ellos contaban con estaciones de investigación. Dokucháyev fue el autor espiritual de estos primeros zapovédniks. Se escogió la estepa a causa de la rápida desaparición de la estepa virgen por causa de los cultivos, ya que estos exacerbaban los efectos de las sequías. Se llegó entonces a al conclusión de que se debía investigar para entender el funcionamiento de la estepa para su mejor explotación.

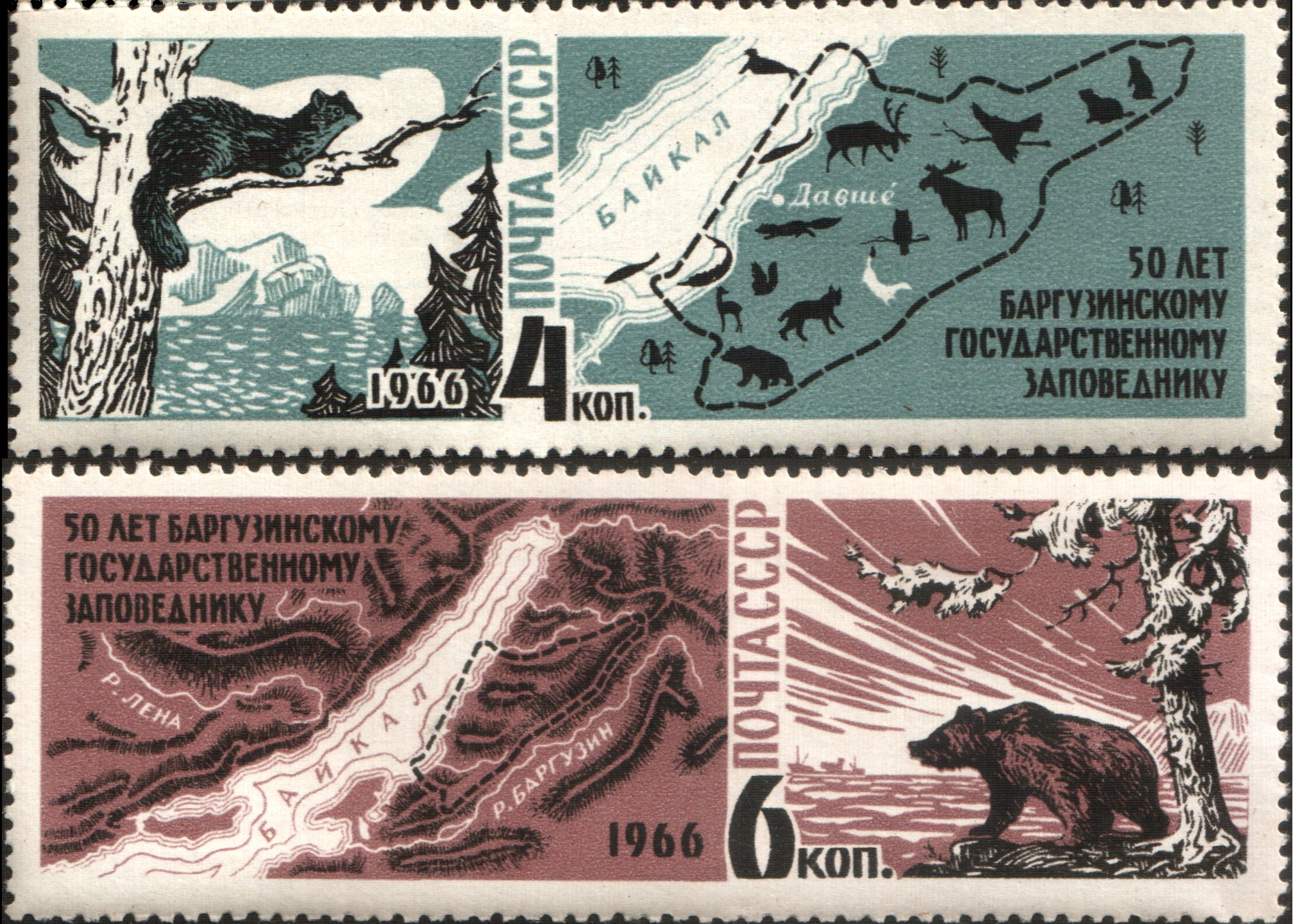
Sello conmemorativo de los 50 años del Zapovédnik de Barguzín.

La motivación de las ciencias aplicadas para establecer zapovédniks continuó en el primer zapovédnik organizado por el estado. La Reserva Natural de Barguzín fue establecida por el gobierno zarista en 1916 en la orilla oriental del lago Baikal. Su propósito era proteger y estudiar la población de la marta cibelina -una valiosa especie, que estaba decayendo debido a la caza para conseguir sus pieles. Otros zapovédniks parecen haberse establecido por la misma época, pero o se frustraron (como el de Sayan) o no recibieron reconocimiento formal hasta más tarde (por ejemplo Kédrovaia Pad').
La nacionalización de la tierra de Lenin en 1917 y 1918 creó un marco legal favorable para el sistema de zapovédniks soviético, ya que habían desaparecido los problemas para asegurar grandes áreas, ya que los terratenientes privados habían desaparecido. Afortunadamente, Lenin parece haber tenido un interés genuino en la protección de la naturaleza, y esto quizá explique en parte el porqué de que se haya otorgado rápidamente el permiso para crear en 1919 el Zapovédnik de Astracán en el delta del Volga en la orilla noroeste del mar Caspio.
El reconocimiento legal de los zapovédniks fue puesto por escrito en la medida "Sobre la Protección de Monumentos Naturales, Jardines y Parques", hecho ley por Lenin en 1921. Pese a que la creación de zapovédniks fue adelante, la legislación permitía también la creación de parques nacionales, aunque no se creó ninguno en la Unión Soviética durante el siguiente medio siglo.
En 1933, había quince zapovédniks estatales en Rusia, y en 1995 se habían establecido 115. El área media de los nuevos zapovédniks cayó de 780km² en 1916-25 a 110 km² en 1936-45, para ascender a 5.060km² en 1986-1995. En 2007 había 101 zapovédniks operando, reflejando los pocos nuevos que se habían creado desde 1995, así como los dos periodos de contracciones y cierres en este sistema. El primero de estos periodos fue planeado por A.V.Malinovski y llevado a cabo en 1951, con vistas a convertir los zapovédnik en instituciones de investigación y comercio, como para liberar áreas sustanciales de bosque protegido para su explotación comercial. Durante los siguientes diez años el sistema se recuperó un poco, pero en 1961, Nikita Jrushchov lo criticó, refiriéndose una película sobre el Zapovédnik de Altái en la que un científico era mostrado observando como una ardilla roía una nuez. Seis zapovédniks fueron cerrados, y otros fueron amalgamados o reducidos en su área.
Aunque el zapovédnik ideal es una institución con una gran área de ecosistemas naturales sin explotar usados sólo para la investigación científica, y una plantilla residente de científicos y guardabosques, la historia de muchos zapovédniks ha sido bastante diferente, algunas veces por el cierre, otras por la explotación comercial (incluyendo la tala de árboles). Incluso así, algunos zapovédniks han tenido casi una historia impecable, y la mayoría retienen la visión original de ser instituciones de investigación científica y no un lugar para la alimentación del erario público.

## Medios protegidos

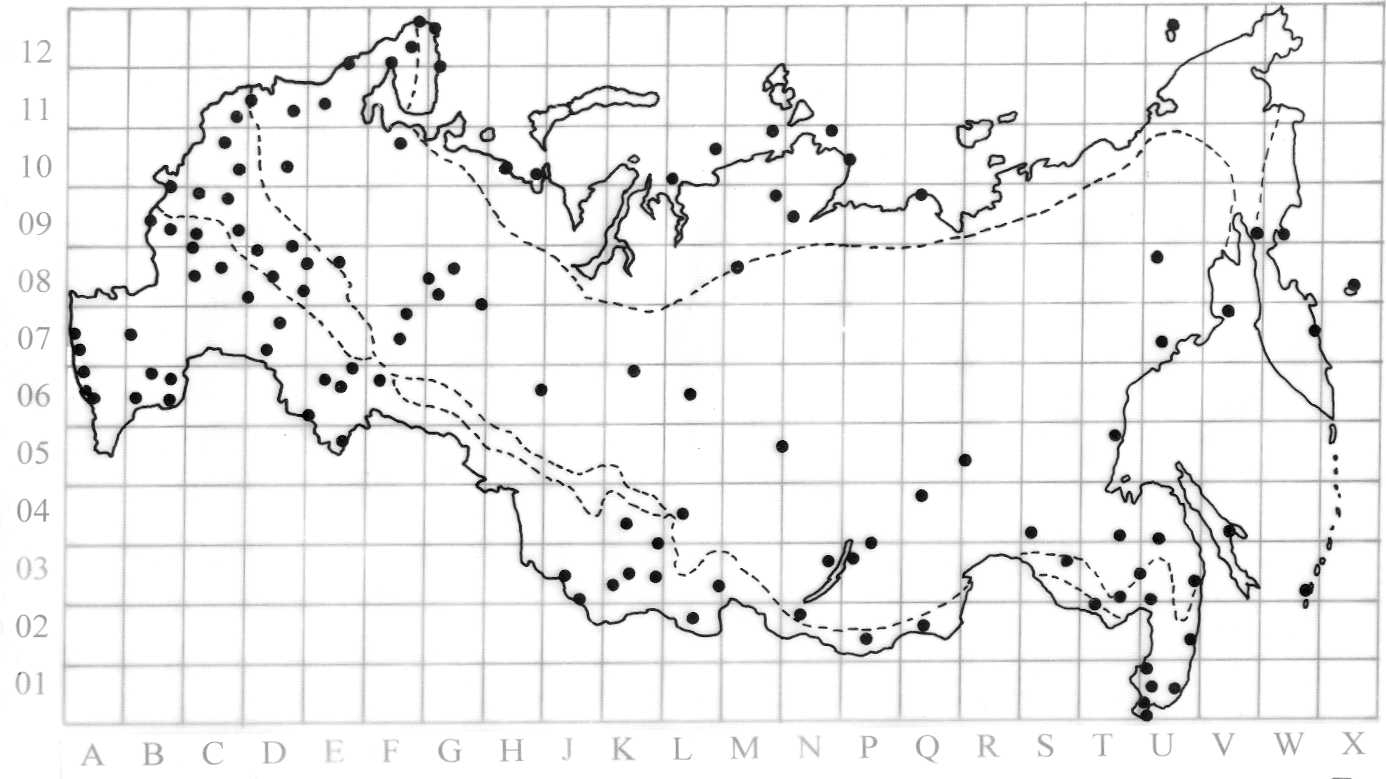
Mapa de zapovédniks en Rusia.

No es fácil resumir la cobertura de ecosistemas protegidos por los zapovédniks, pero se puede uno hacer una idea general contando el número de reservas en las principales zonas de vegetación natural. De norte a sur:
- Desierto ártico (sin árboles; sin una capa de vegetación continua) y tundra (sin árboles; pequeños arbustos, juncias y musgos)
- taigá (bosque de coníferas boreal mezclado con abedules y otros árboles caducifolios)
- bosque caducifolio (áreas discontinuas dominadas por robles y otras especies caducifolias)
- estepa (sin árboles, dominada por plantas herbáceas con flor en el norte y hierba en el sur).

Esta es una clasificación muy simplista, ya que cada zona debe ser dividida en sub zonas, y hay tipos de vegetación de transición. Así, muchos zapovédniks, especialmente en zonas de transición o que cubren un rango amplio de altitudes, contendrán diferentes tipos de vegetación.
Según esta clasificación, el número de zapovédniks (algunos ocupan zonas dispersas entre sí, así que aquí se cuentan separadamente) para cada zona es el siguiente: Desierto ártico y tundra, 15; taigá, 40; bosque caducifolio, 13; estepa, 30. Alrededor de media docena son predominantemente montaña, especialmente en el Cáucaso. El zapovédnik de Komandor y el de la Isla de Wrangel son islas remotas. Unos pocos son principalmente humedales.

## Administración y usos

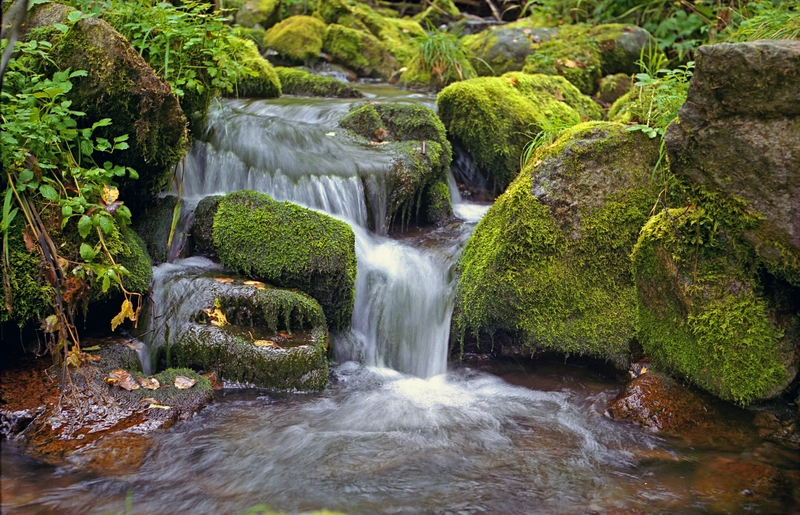
El río Yeniséi a su paso por el zapovédnik Sayano-Shúshenski.

Aunque el principio del zapovednost estipulaba que no habría uso económico, en la práctica, los zapovédnik han sido requeridos para contribuir en la economía nacional. El Zapovédnik de Vorónezh, por ejemplo, crio castores europeos para su reintroducción en otras áreas en beneficio de la industria peletera. Otros zapovédniks también han sido considerados para la cría de otras especies de piel valiosa, como la marta cibelina, permitiéndoles reproducirse hacia áreas vecinas sin protección parar apoyar el trampeo comercial.
La administración sin intervención a veces es muy difícil de conseguir en los zapovédniks de la estepa, ya que muchas veces son demasiado pequeños como para mantener un ecosistema autosuficiente que incluya herbívoros salvajes como la saiga, porque éstos tienen hábitos migratorios. A veces se han intentado mantener varios regímenes de siega, pero éstos no pueden reemplazar satisfactoriamente los procesos naturales desde el punto de que no reciclan los nutrientes y la materia orgánica a través de la cadena alimenticia de los herbívoros y carnívoros, y no pueden recrear el efecto del paso de estos animales.
Una actividad importante en los zapovédnik es el monitoreo regular de los eventos estacionales (fenología). Esto está estandarizado en un programa de observaciones conocido como la Crónica de la Naturaleza (Летопись природы). El nombre fue sugerido por A. N. Formózov en 1937 aunque ya había sido desarrollado un programa semejante en 1914 por V. N. Sukachev y por G. A. Kozhenikov en 1928. Las instrucciones para elaborar y seguir la Crónica de la Naturaleza son actualizadas periódicamente.
Bajo la presión de la autofinanciación, algunos zapovédniks han intentado varias veces desarrollar el turismo ecológico (usualmente en una zona que hace la función de parachoques, para evitar infringir el principio del zapovédnost). En algunos casos el turismo ha llegado a ser un serio problema a raíz de la proximidad de centros de recreo, como en el caso del Zapovédnik de Teberdá, en el Cáucaso. El centro de recreo de Dombái, por mucho tiempo el destino favorito del esquí alpino ruso, está situado cerca del centro del zapovédnik, de modo que el impacto del creciente turismo ruso y extranjero en el área ha creado presión sobre el ecosistema preservado que lo rodea.

## La importancia internacional del sistemaZapovédnik
El impacto antropogénico en el ambiente -debido a la polución, el cambio climático y el crecimiento poblacional humano de los últimos tiempos- está generando crecientemente serios problemas, la solución de los cuales dependerá de una mejor comprensión de la biosfera que tenemos en este momento. Para crear condiciones en que el desarrollo de esta comprensión de la biosfera sea posible, es esencial preservar, tanto como podamos, ejemplos intactos de ecosistemas naturales, y el zapovédnik es el único gran sistema de áreas protegidas creado desde el principio con esta intención. En el caso de la erosión del suelo, por ejemplo, sólo comparando la formación del suelo y las tasas de pérdida de la estepa o de la pradera intacta y las del mismo tipo de suelo pero bajo la agricultura extensiva podremos apreciar cuán agresiva para el capital natural es a menudo esta última.
El monitoreo regular a largo plazo de los fenómenos naturales en los zapovédniks ha provisto una base de datos primaria válida para valorar cómo la presión antropogénica, principalmente con el cambio climático, está afectando a los ecosistemas naturales. Existen, por tanto, argumentos para establecer una red global de zapovédniks bien financiada con el fin de aumentar nuestra comprensión de las presiones antropogénicas sobre todos los ecosistemas naturales del mundo.

## ZapovédnikenRusia

### Lista dezapovédniksde Rusia
| Nombre                                              | Localización                             | Tamaño km² (mi.²) | Año de fundación | Notas |
| --------------------------------------------------- | ---------------------------------------- | ----------------- | ---------------- | --- |
| Altái                                               | República de Altái                       | 8812 (3402)       | 1932             | Parte del sitio Patrimonio de la Humanidad de la UNESCO Montañas Doradas de Altái.                                                                              |
| Astracán                                            | Óblast de Astracán                       | 668 (258)         | 1919             | Consiste en tres partes del delta del río Volga en el mar Caspio.                                                                                               |
| Azas                                                | República de Tuvá                        | 3340 (1290)       | 1985             | |
| Barguzín                                            | República de Buriatia                    | 3744 (1446)       | 1916             | Parte del sitio Patrimonio de la Humanidad del Lago Baikal |
| Basegi                                              | Krai de Perm                             | 380 (147)         | 1982             | Zona de Basegi en los Urales centrales. |
| Bashkirski                                          | Bashkortostán                            | 496 (192)         | 1930             | Dos áreas de los Urales meridionales |
| Bastak                                              | Óblast Autónomo Judío                    | 918 (354)         | 1997             | |
| Baikal                                              | República de Buriatia                    | 1657 (640)        | 1969             | En las terrazas de la orilla sur del Lago Baikal, en la zona de Jamar-Daban.                                                                                    |
| Baikal-Lena                                         | Óblast de Irkutsk                        | 6599 (2548)       | 1986             | Parte del sitio Patrimonio de la Humanidad del lago Baikal, incluye las fuentes del río Lena al oeste del lago.                                                 |
| Belogore                                            | Óblast de Belgorod                       | 21 (8)            | 1999             | |
| Bogdinsko Baskunchakski                             | Óblast de Astracán                       | 185 (71)          | 1997             | En las áreas occidentales de las tierras bajas del mar Caspio, a la orilla izquierda del Volga, incluye el lago Baskunchak (el lago salado más grande del país) |
| Bolon                                               | Krai de Jabárovsk                        | 1036 (400)        | 1997             | |
| Bolshaia Kokshaga                                   | República de Mari-El                     | 216 (83)          | 1993             | |
| Bolshejejtsir                                       | Krai de Jabárovsk                        | 454 (175)         | 1963             | Meseta aislada de Bolshói Jejtsir cerca de la confluencia del río Amur y el río Ussuri                                                                          |
| Bosque de Briansk                                   | Óblast de Briansk                        | 122 (47)          | 1987             | |
| Bosque Central                                      | Óblast de Tver                           | 214 (83)          | 1931             | |
| Bosque de Kologrivski                               | Óblast de Kostromá                       | 589 (227)         | 2006             | |
| Bosque y estepa Privólzhskaya                       | Óblast de Penza                          | 84 (32)           | 1989             | Cinco áreas de bosque y estepa. |
| Botcha                                              | Krai de Jabárovsk                        | 2670 (1031)       | 1994             | Incluye la cuenca del río Botcha en la parte septentrional de las montañas Sijoté-Alín                                                                          |
| Bureya                                              | Krai de Jabárovsk                        | 3580 (1382)       | 1987             | Incluye las montañas entre el río Právaya Bureya y Lévaya Bureya (véase río Bureya)                                                                             |
| Cáucaso                                             | Krai de Krasnodar República de Adiguesia | 2803 (1082)       | 1924             | Parte del sitio Patrimonio de la Humanidad de la UNESCO del Cáucaso Occidental                                                                                  |
| Chórniye Zemli                                      | República de Kalmukia                    | 1219 (470)        | 1990             | |
| Tsentralno-Chernoziomny                             | Óblast de Kursk Óblast de Belgorod       | 51 (20)           | 1935             | Seis lugares de bosque y estepa cortados por barrancos en la región central de tierra negra.                                                                    |
| Daguestán                                           | República de Daguestán                   | 191 (74)          | 1987             | Dos áreas de la costa del mar Caspio |
| Dalnevostochni Morskói (Marina del Extremo Oriente) | Krai de Primorie                         | 643 (248)         | 1987             | Tres áreas marinas y doce islas en el Mar de Japón |
| Darwin                                              | Óblast de Vólogda Óblast de Tver         | 1127 (435)        | 1945             | |
| Dauriya                                             | Óblast de Chita                          | 448 (173)         | 1987             | |
| Delta del Lena                                      | República de Sajá                        | 14330 (5533)      | 1985             | Incluye el delta del Lena en la costa ártica del mar de Láptev                                                                                                  |
| Depresión Ubsunurski                                | República de Tuvá                        | 3230 (1247)       | 1993             | Parte del sitio Patrimonio de la Humanidad de la Cuenca de Uvs Nuur, entre Rusia y Mongolia, alrededor del lago Uvs Nuur.                                       |
| Dénezhkin Kamen                                     | Óblast de Sverdlovsk                     | 782 (302)         | 1991             | Fundado originalmente en 1946 con 1350 km² pero no operacional entre 1960 y 1990                                                                                |
| Erzi                                                | República de Ingusetia                   | 60 (23)           | 2000             | |
| Gálichia Gorá                                       | Óblast de Lipetsk                        | 2.30 (0.89)       | 1925             | Desde 1952 a 1970 fue una granja experimental, en seis áreas de la cuenca del río Don.                                                                          |
| Gran Ártico                                         | Krai de Krasnoyarsk                      | 41692 (16097)     | 1993             | Incluye siete áreas de la porción de tierra e islas de la Península de Taimir                                                                                   |
| Gidan                                               | Ókrug Autónom Yamalo-Nénets              | 8782 (3391)       | 1996             | Situado en penínsulas e islas del Mar de Kara, incluye 718 km² de mar                                                                                           |
| Ilmen                                               | Óblast de Cheliábinsk                    | 304 (117)         | 1920             | Establecido como reserva mineralógica en los Urales meridionales.                                                                                               |
| Isla de Wrangel                                     | Ókug Autónomo de Chukotka                | 22260 (8595)      | 1976             | Parte del sito Patrimonio de la Humanidad de la 'Reserva Natural del Sistema de la Isla de Wrangel'                                                             |
| Jakaski                                             | República de Jakasia                     | 2680 (1035)       | 1991             | Formado pro la fusión del Pequeño Abakán y Chazy en 1999 |
| Janka                                               | Krai de Primorie                         | 393 (152)         | 1990             | Parte del Lago Janka y sus alrededores, en la frontera china |
| Jerguinski                                          | República de Buriatia                    | 2379 (919)        | 1992             | Incluye el curso superior del río Barguzín y los montes de Barguzín                                                                                             |
| Jingán                                              | Óblast de Amur                           | 972 (375)         | 1963             | Incluye parte de los Montes Maly Jingán en la frontera con China                                                                                                |
| Jopior                                              | Óblast de Vorónezh                       | 162 (63)          | 1935             | Bosques y estepas a lo largo del Río Jopior\|- |
| Jugjurski                                           | Krai de Jabárovsk                        | 8600 (3320)       | 1990             | Incluye cordilleras costeras y algunas islas del mar de Ojotsk                                                                                                  |
| Kabardino-Balkarski                                 | Kabardino-Balkaria                       | 828 (320)         | 1976             | Que consiste más que nada en glaciares y roca viva en el Cáucaso                                                                                                |
| Kaluzhskie Zaseki                                   | Óblast de Kaluga                         | 185 (71)          | 1992             | |
| Kandalaksha                                         | Óblast de Múrmansk                       | 705 (272)         | 1932             | Consiste en la costa y las islas alrededor del Mar Blanco y la Península de Kola.                                                                               |
| Katún                                               | República de Altái                       | 1520 (587)        | 1991             | Incluye el curso superior del río Katún en el Macizo de Altái y parte de las Montañas Doradas de Altái                                                          |
| Kedróvaya Pad                                       | Krai de Primorie                         | 179 (69)          | 1925             | Incluye los montes y el valle del río Kedróvaya. |
| Kérzhenski                                          | Óblast de Nizhni Nóvgorod                | 469 (181)         | 1993             | Localizado en el curso medio del río Kérzhenets |
| Kivach                                              | República de Karelia                     | 109 (42)          | 1931             | |
| Komandor                                            | Krai de Kamchatka                        | 36487 (14088)     | 1993             | Incluye las Islas del Comandante cerca de la costa de la Península de Kamchatka en el Océano Pacífico                                                           |
| Komsomolsk                                          | Krai de Jabárovsk                        | 645 (249)         | 1963             | Originalmente cerca de Komsomolsk del Amur y posteriormente resituado en el área montañosa al oeste del río Amur en 1980                                        |
| Koriakski                                           | Koriakia                                 | 3272 (1263)       | 1995             | Incluye las tierras bajas y tierras altas, lagos, turberas y tundra del norte de la Península de Kamchatka.                                                     |
| Kostamuksha                                         | República de Karelia                     | 475.69 (183.66)   | 1983             | En 1990, fue unido a áreas protegidas de Finlandia, para formar la transfronteriza Reserva Natural de la Amistad                                                |
| Kronotski                                           | Krai de Kamchatka                        | 11420 (4409)      | 1934             | Parte del sitio Patrimonio de la Humanidad de los volcanes de la Península de Kamchatka                                                                         |
| Kuriles                                             | Óblast de Sajalín                        | 654 (253)         | 1984             | Incluye tres áreas de las Islas Kuriles y la Kunashir |
| Kuznetsk Alatau                                     | Óblast de Kémerovo                       | 4130 (1595)       | 1989             | |
| Laponia                                             | Óblast de Múrmansk                       | 2784 (1075)       | 1930             | Incluye montañas, taiga, y tundra de la Península de Kola |
| Lazovski                                            | Krai de Primorie                         | 1209.89 (467.13)  | 1940             | Antiguamente llamado Sudzujinski, era parte de la reserva de Sijoté-Alín                                                                                        |
| Bajo Svir                                           | Óblast de Leningrado                     | 416 (161)         | 1980             | Incluye pantanos y bosques de las orillas del río Svir y lago de Ládoga.                                                                                        |
| Magadán                                             | Óblast de Magadán                        | 8838 (3412)       | 1982             | Incluye cuatro áreas alrededor de la costa norte del Mar de Ojotsk                                                                                              |
| Mordovski                                           | República de Mordovia Rep.               | 322 (124)         | 1936             | |
| Nenets                                              | Ókrug Autónomo de Nenetsia               | 3134 (1210)       | 1997             | Incluye parte del delta del río Pechora y algunas islas del mar de Barents                                                                                      |
| Nora                                                | Óblast de Amur                           | 2112 (815)        | 1998             | |
| Nurgush                                             | Óblast de Kírov                          | 57 (22)           | 1994             | Incluye la cuenca de inundación del río Viatka, con numerosos canales y lagos formados por los meandros del río.                                                |
| Oká                                                 | Óblast de Riazán                         | 557 (215)         | 1935             | Incluye turberas, bosques y dunas a lo largo del río Oká |
| Oliokma                                             | República de Sajá                        | 8471 (3271)       | 1984             | Incluye colinas y montañas en la orilla derecha del río Oliokma                                                                                                 |
| Oremburgo                                           | Óblast de Oremburgo                      | 217 (84)          | 1989             | Consiste en cuatro áreas de colinas y estepa en los Urales meridionales.                                                                                        |
| Osetia del Norte                                    | Osetia del Norte-Alania                  | 295 (114)         | 1967             | Vertientes septentrionales del Gran Cáucaso |
| Pasvik                                              | Óblast de Múrmansk                       | 146 (56)          | 1992             | Incluye taiga en la cuenca del río Paz cerca de la frontera noruega                                                                                             |
| Pechora-Ilich                                       | República Komi                           | 7213 (2785)       | 1930             | Incluye parte del sitio Patrimonio de la Humanidad de los Bosques vírgenes de Komi.                                                                             |
| Pequeño Sosva                                       | Ókrug Autónomo de Janti-Mansi            | 2256 (871)        | 1976             | Incluye parte de la antigua reserva de Kondo-Sosva |
| Pínega                                              | Óblast de Arjánguelsk                    | 515 (199)         | 1974             | Taiga a lo largo del río Pínega |
| Polistovski                                         | Óblast de Pskov                          | 380 (147)         | 1994             | Incluye parte del mayor sistema de turberas de Europa (Polisto-Lovátskaya), limita con el lago Polistó                                                          |
| Poronaiski                                          | Óblast de Sajalín                        | 567 (219)         | 1988             | Dos áreas de tierras bajas de taiga y colinas en la Isla de Sajalín                                                                                             |
| Prioksko-Terrasni                                   | Óblast de Moscú                          | 49 (19)           | 1945             | Incluye la rara vegetación prado-estepa (Flora del río Oká). |
| Prisurski                                           | República de Chuvasia                    | 91 (35)           | 1995             | |
| Putorana                                            | Krai de Krasnoyarsk                      | 18873 (7287)      | 1988             | Incluye montañas, taiga, tundra, y lagos del norte de Siberia                                                                                                   |
| Rdeiski                                             | Óblast de Nóvgorod                       | 369 (142)         | 1994             | Hace frontera con el zapovédnik Polistovski, es parte de su sistema de turberas.                                                                                |
| Rostov                                              | Óblast de Rostov                         | 95 (37)           | 1995             | |
| Sayano-Shúshenski                                   | Krai de Krasnoyarsk                      | 3904 (1507)       | 1976             | Incluye parte de los Montes Sayanes |
| Shulgan-Tash                                        | Bashkortostán                            | 225 (87)          | 1986             | Antiguamente formaba parte del zapovédnik Bashkir |
| Siberia Central                                     | Krai de Krasnoyarsk                      | 10220 (3946)      | 1985             | Áreas de taiga en las vertientes occidentales de la Meseta Central Siberiana                                                                                    |
| Sijoté-Alín                                         | Krai de Primorie                         | 4010 (1548)       | 1935             | Parte del Sitio Patrimonio de la Humanidad de Sijoté-Alín |
| Sojondo                                             | Óblast de Chitá                          | 2110 (815)        | 1973             | |
| Krasnoyárskie Stolbý                                | Krai de Krasnoyarsk                      | 471 (182)         | 1925             | Incluye parte de los Montes Sayanes |
| Urales del Sur                                      | Bashkortostán                            | 2530 (977)        | 1978             | |
| Taimir                                              | Krai de Krasnoyarsk                      | 17819 (6880)      | 1979             | Incluye parte del bosque más al norte del mundo, el lago Taimir y el desierto ártico de la Cordillera de Byrranga                                               |
| Taz Superior                                        | Ókrug Autónomo Yamalo-Nenets             | 6313 (2437)       | 1986             | Incluye turberas y taiga en el curso superior del río Taz |
| Teberdá                                             | República de Karacháevo-Cherkesia        | 850 (328)         | 1936             | Dos áreas de bosques y glaciares en el Cáucaso |
| Tigirek                                             | República de Altái                       | 407 (157)         | 1999             | |
| Tunguska                                            | Krai de Krasnoyarsk Evenkía              | 2970 (1147)       | 1995             | Lugar del Bólido de Tunguska de 1908. |
| Ussuri                                              | Krai de Primorie                         | 404 (156)         | 1932             | Vertientes occidentales de Sijote-Alin, que drenan en el río Ussuri                                                                                             |
| Víshera                                             | Krai de Perm                             | 2412 (931)        | 1990             | Incluye parte de los Urales septentrionales en la cuenca del río Víshera                                                                                        |
| Visim                                               | Óblast de Sverdlovsk                     | 135 (52)          | 1946             | |
| Vitim                                               | Óblast de Irkutsk                        | 5850 (2259)       | 1982             | Montañas cercanas a la cuenca del río Vitim |
| Volga-Kama                                          | República de Tartaristán                 | 101 (39)          | 1960             | Dos áreas de bosque a lo largo del río Volga |
| Vorónezh                                            | Óblast de Vorónezh                       | 311 (120)         | 1927             | Incluye la mitad del bosque de Usmansk a lo largo del río Vorónezh                                                                                              |
| Vorona                                              | Óblast de Tambov                         | 103 (40)          | 1994             | Incluye el bosque, la estepa y los humedales del valle del río Vorona                                                                                           |
| Yuganski                                            | Ókrug Autónomo Janti-Mansi               | 6490 (2506)       | 1982             | |
| Zeya                                                | Óblast de Amur                           | 994 (384)         | 1963             | Incluye parte de los montes Tukuringr y la cuenca del río Zeya                                                                                                  |
| Zhigulí                                             | Óblast de Samara                         | 231 (89)          | 1927             | En la península de Samárskaya Luká, meandro Curva de Samara e islas en el río Volga                                                                             |

### Protección de la UNESCO
- Reservas de la biosfera -
Desde 1978, más de treinta reservas naturales de Rusia han sido designadas por la UNESCO como Reservas de la biosfera.
- Lugares Patrimonio de la Humanidad -

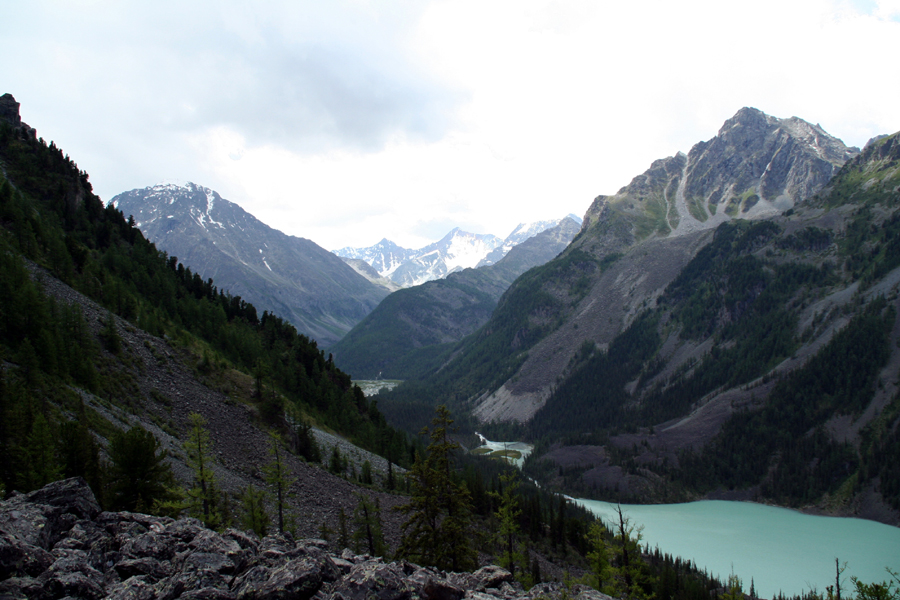
Vista de los Montañas de Altái desde el lago Kucerla.

Algunas de las reservas naturales de Rusia están protegidas por la UNESCO como Lugares Patrimonio de la Humanidad naturales:
- Lago Baikal (incluye el Zapovédnik de Berguzin);
- Cáucaso Occidental (incluye la Reserva de la Biosfera del Cáucaso, partes de la Reserva de la Biosfera de Teberda y el parque natural de Sochi);
- Sijote-Alin (incluye el Zapovédnik Sijote-Alin);
- Montañas Doradas de Altái (incluye los zapovédniks de Altái y Katun);
- Volcanes de Kamchatka (incluye el Zapovédnik de Kronotski y tres parques nacionales);
- Istmo de Curlandia (incluye el parque nacional del Istmo de Curlandia
- Bosques vírgenes komi (incluye la Reserva Natural de Pechora-Ilich);
- Cuenca del Uvs Nuur (incluye la Reserva Natural del Uvs Nuur);
- Isla de Wrangel (incluye el Zapovédnik de la Isla de Wrangel Island).

Normalmente, las reservas naturales ocupan sólo una parte del mucho más grande lugar Patrimonio de la Humanidad.

## AlgunosZapovédnik(Zapovídnik) enUcrania
En Ucrania el régimen legal de los Zapovédnik fue fijado por la "Ley de provisión sobre la existencia de áreas protegidas en Ucrania" (ucr. tr.: Pro pryrodno-sapowidnyj fond Ukraïny)de 1992, de acuerdo a la cual el presidente tiene el control sobre la provisión de fondos y la gestión territorial.

### Monasterio de las Cuevas de Kiev

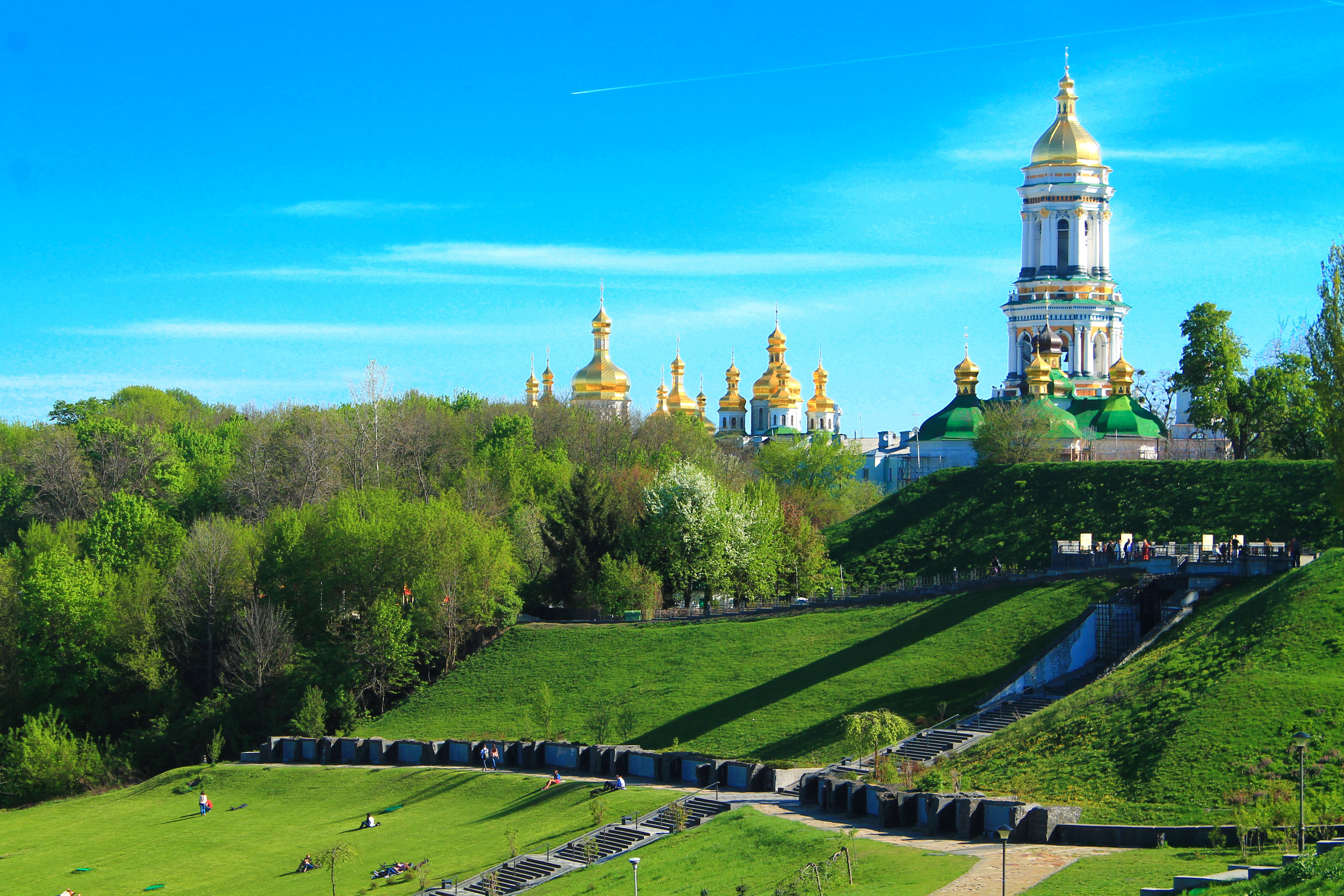
Monasterio de las Cuevas de Kiev.

En la orilla del río Dniéper a su paso por Kiev encontramos el Monasterio de las Cuevas de Kiev, el cual lleva desde 1926 siendo Zapovédnik por su valor como museo "histórico-cultural". Cercanos a este monasterio, que ha sido reabierto, existen una serie de museos de interés.

### ZapovédnikNacional deJórtytsia
Comprende lo que era el antiguo "Zapovédnik histórico-cultural de la isla Jórtytsia", es decir, la isla de Jórtytsia en el Dniéper, cerca de Zaporizhia (en el este de Ucrania), sus aguas, algunas islas más pequeñas y las orillas del otro lado del río. La nueva consideración de esta área fue otorgada en 1993 por el gobierno ucraniano. Está dedicado a la observación, el desarrollo y la protección de la naturaleza, así como del patrimonio histórico de la isla, relacionado con culturas prehistóricas y la historia de los cosacos.
El estatus "nacional" les será otorgado de acuerdo con la regulación nº364 (julio de 1992) del Gabinete de ministros y del vicepremier: "a los bienes culturales que desempeñan un papel significativo en la vida mental de la gente". Este estatus supone un mayor prestigio, así como una mayor financiación del estado y la prohibición de que total o parcialmente sea privatizado.

## ZapovédnikenBielorrusia

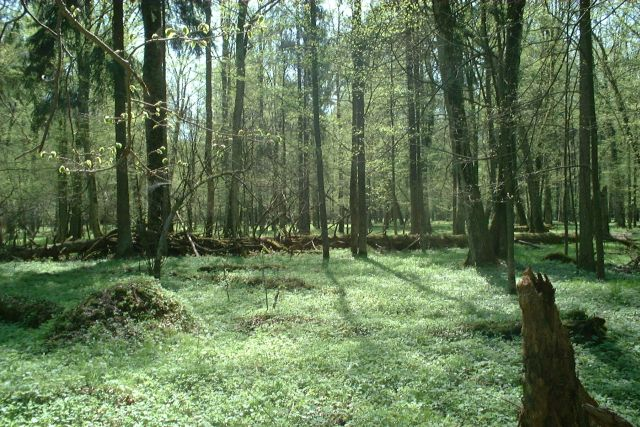
Zapovédnik de Belovézhskaya Puscha.

En Bielorrusia encontramos varios zapovédniks
- Berezinski, de 81.023 ha

- Belovézhskaya Puscha, de 10.502 ha, compartido con Polonia

- Paleski Radyaytsina-Ekalagichny, de 215.898,30 ha[25]

## ZapovédnikenKirguistán[26]
En Kirguistán son seis los espacios naturales designados como zapovédnik:
| Nombre          | Año de creación | Tamaño ha |
| --------------- | --------------- | --------- |
| Besh-Aral       | 1979            | 63.200    |
| Issyk-Kul       | 1948            | 19.000    |
| Karatal-Zhapyrk | 1994            | 5.980     |
| Naryn           | 1983            | 18.300    |
| Sarychat-Ertash | 1995            | 72.000    |
| Sary-Chelekski  | 1959            | 23.200    |

## ZapovédnikenUzbekistán
En Uzbekistán existen nueve zapovédniks:
| Nombre      | Año de creación            | Tamaño ha | Subordinación                                    | Región                        |
| ----------- | -------------------------- | --------- | ------------------------------------------------ | ----------------------------- |
| Badai-Tugai | 1971                       | 6.642     | Ministerio de Agricultura y Economía del Agua    | República de Karakalpakia     |
| Gisarski    | 1983                       | 80.986    | Comité Estatal para la Protección Medioambiental | Región de Kashkadar           |
| Zaaminski   | 1926, restablecido en 1960 | 26.848    | Ministerio de Agricultura y Economía del Agua    | Región de Djizaks             |
| Zeravshanki | 1975                       | 2.352     | Ministerio de Agricultura y Economía del Agua    | Región de Samarcanda          |
| Jitabski    | 1979                       | 3.938     | Comité Estatal de Geología                       | Región de Kashkadar           |
| Kyzyljumski | 1971                       | 10.311    | Ministerio de Agricultura y Economía del Agua    | Regiones de Corasmia y Bujará |
| Nuratinsly  | 1975                       | 17.752    | Ministerio de Agricultura y Economía del Agua    | Región de Djizaks             |
| Surjanski   | 1987                       | 24.554    | Ministerio de Agricultura y Economía del Agua    | Región de Surjandarín         |
| Chatkalski  | 1947                       | 35.724    | Gobierno regional                                | Región de Taskent             |

## ZapovédnikenTurkmenistán
En la primera mitad del siglo XX se crearon los dos primeros zapovédniks de Turkmenistán, el de Bathyz y el de Repetek. En la década de 1970 se extendió este régimen a 5 áreas más, cubriendo una gran parte de la república, a resultas de las iniciativas de científicos y expertos de la Academia de Ciencias de la URSS y del gobierno de la República Socialista Soviética de Turkmenistán. Estas designaciones sin tomar en cuenta la opinión d el apoblación local, lo que posteriormente daría paso a numerosas revisiones de los límites de las reservas y violaciones de los regímenes de protección en la década de 1990.
Pese a haber tenido grandes profesionales en la década de 1980, en el periodo de transición, y debido a los bajos salarios, muchos de ellos se retiraron del sistema de conservación en búsqueda de mejores salarios o emigrando. En el periodo 1991 - 1996, la población de mamíferos (leopardo, urial, cabra bezoar, gacela persa, antílope saiga) se redujeron entre dos y cuatro veces. Los sistemas de protección se colapsaron en la mayoría de zapovédnik. La situación fue emjorando con el tiempo y los esfuerzos del ministerio de Protección Medioambiental del gobierno y de organizaciones no gubernamentales donantes, en particular WWF, recuperándose las poblaciones de animales en la mayoría de áreas.

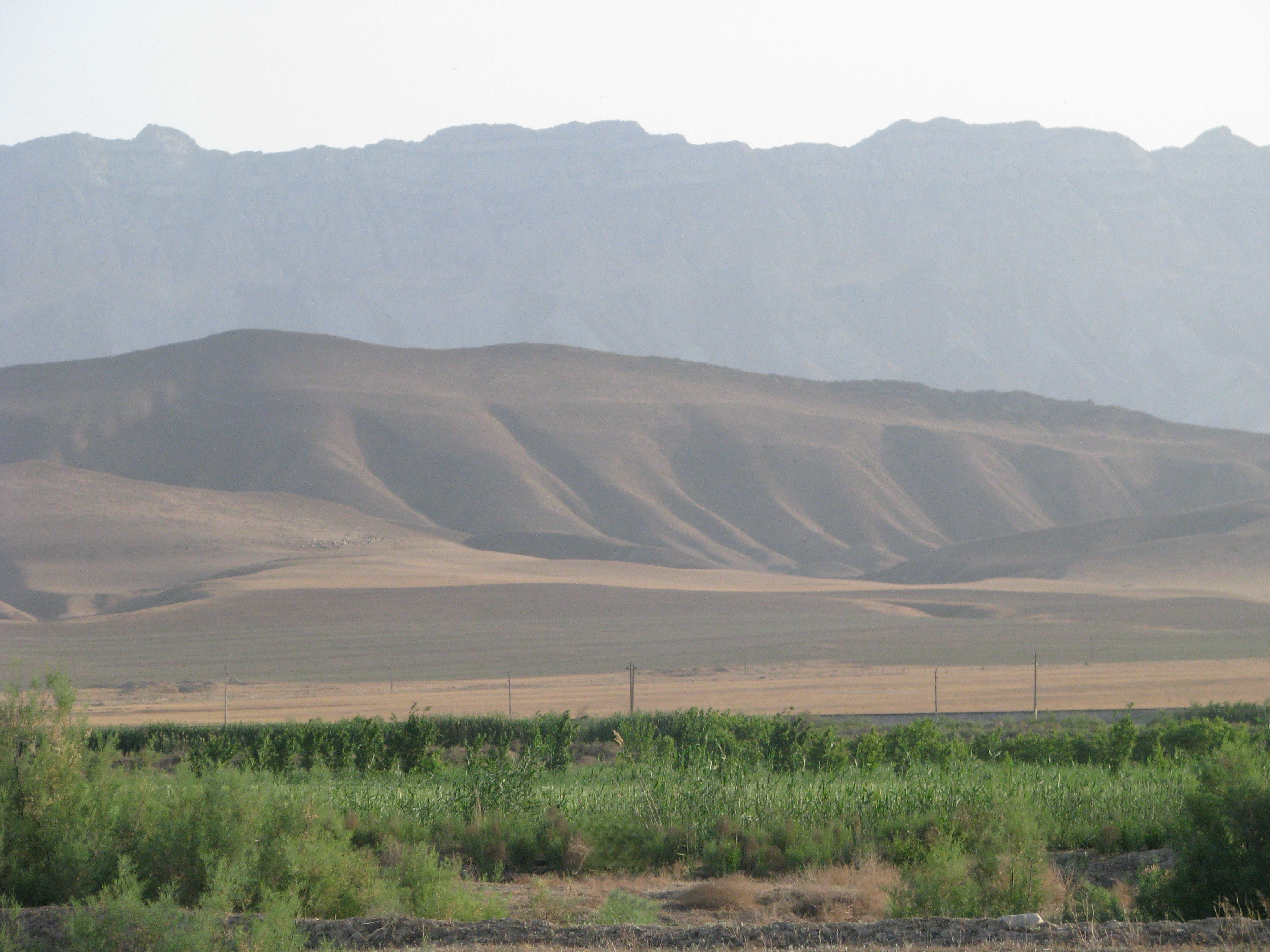
Vista de las montañas Kopet Dag] desde la llanura de Ahal.

Hay ocho Zapovédnik en Turkmenistán:
- Reserva Natural de Kopet Dag.
- Reserva Natural de Repetek
- Reserva Natural de Hazar
- Reserva Natural de Bathyz
- Reserva natural de Sünt-Hasardag
- Reserva Natural de Gaplaňgyr
- Reserva Natural de Amyderýa
- Reserva Natural de Köýtendag

## ZapovédnikenTayikistán
Existen en Tayikistán cuatro zapovédnik, que cubren una superficie total de 173.400 ha.
De acuerdo a la legislación actual, todos los bosques de Tayikistán pertenecen a algún zapovédnik. Juntamente con los zakáznik, son administrados por la Empresa de Silvicultura de Tayikistán. Son financiados por el Estado.
Son los siguientes:
- Tigrovaya Balka
- Zorkul
- Dashtidzumsky
- Ramit

## ZapovédnikenKazajistán
La mayoría de las áreas protegidas de Kazajistán están administradas por el Comité de Silvicultura y Caza del Ministerio de Agricultura. En particular los zapovédnik (excepto la del Norte están administradas por la organización OjotZooProm, subdivisión del anterior organismo.
.

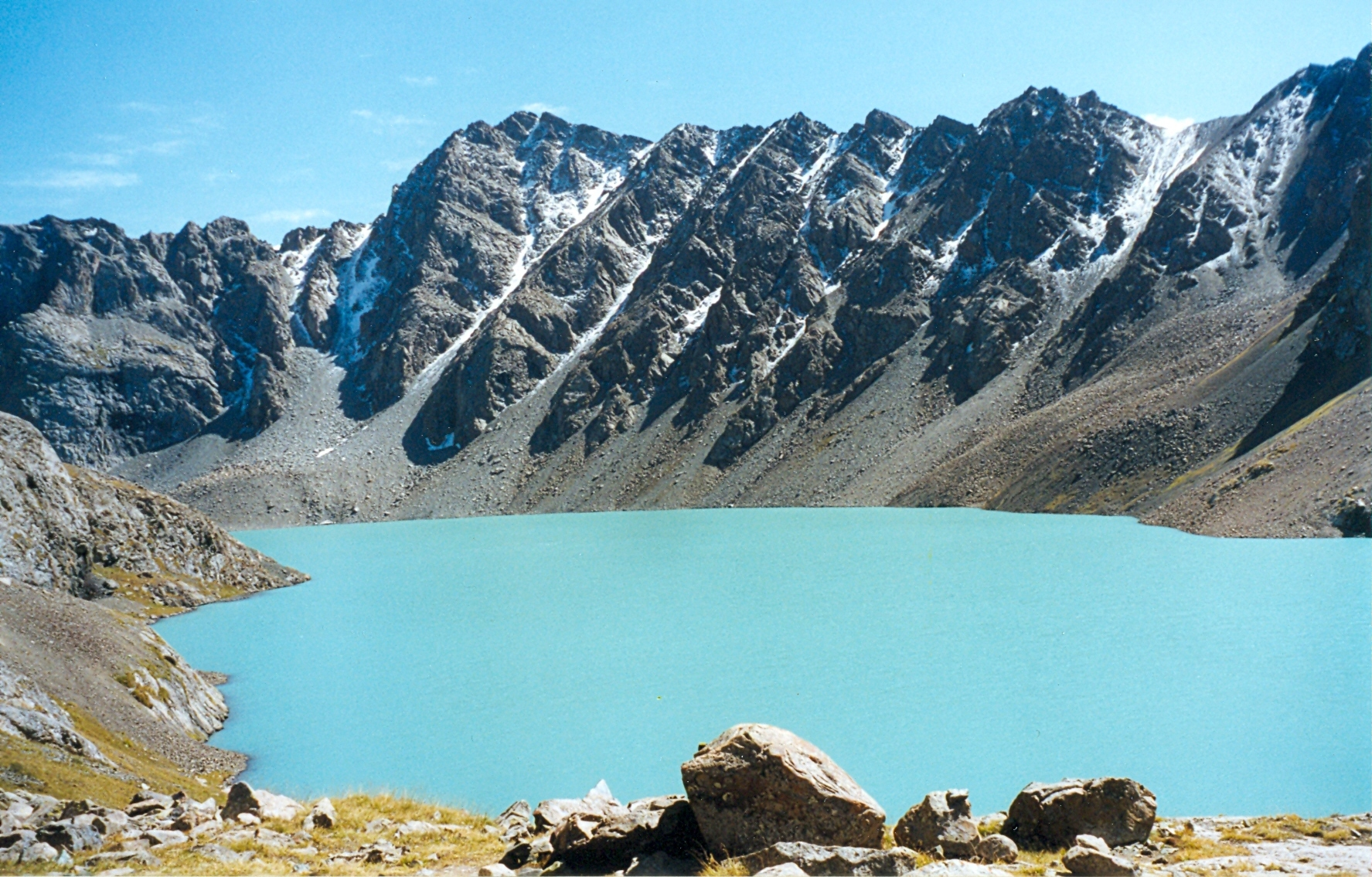
Ala Köl (lago).

El primer zapovédnik de Kajistán se creó en 1926, siendo el zapovédnik de Aksu-Djabagly.
Estos son los diez zapovédnik de Kazajistán:
- Reserva Natural de Aksu-Djabagly
- Reserva Natural de Alakol
- Reserva Natural de Almatý
- Reserva Natural de Barsa-Kelmess
- Reserva Natural del Altái Occidental
- Reserva Natural de Korgalzhyn
- Reserva Natural de Markakol
- Reserva Natural de Naurzum
- Reserva Natural de Ustyurt

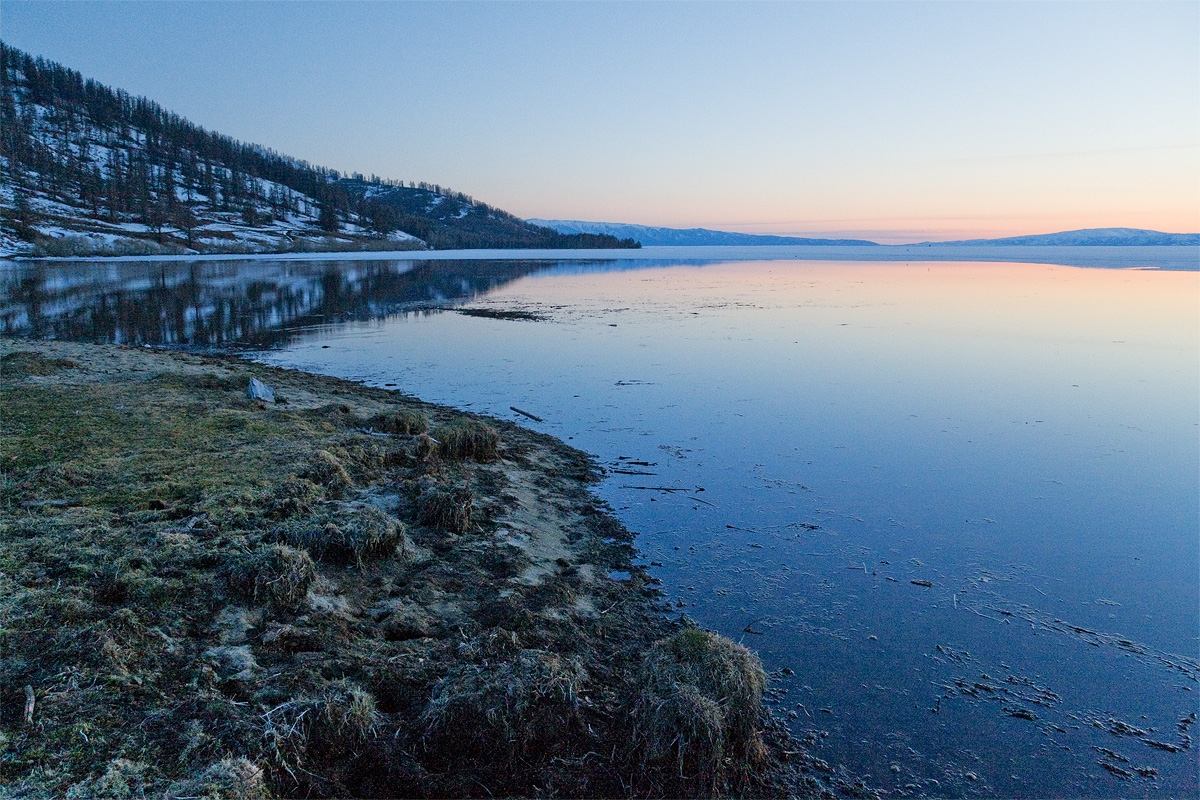
Marka Köl.

En el futuro está prevista la creación de otro zapovédnik, el de Yereimentau.
Los zapovédnik de Kazajistán se enfrentan a problemas de financiación e infraestructuras, tanto en medios de comunicación como equipación antiincendios. Esto también implica que el personal sea insuficiente. Los únicos zapovédnik que han conseguido desarrollar actividades turísticas regulares son Aksu-Djabagla y Kurgaldji. Aun así cumplen con su función de servir de refugios seguros para especies de plantas y animales.
La región zapovédnik del Norte del Caspio fue designada en 1976, aunque su estatuto no sería aprobado hasta 1999. Este zapovédnik es el único en el que se permite la extracción de recursos. Este hecho es fuente de controversia entre los grupos conservacionistas y empresas extractoras respaldadas por la posición de algunos líderes políticos.
Otras tres zonas consideradas zapovédnik (Zhusandali, Kenderli-Kayasan and Karakatau-Aryss) fueron designadas específicamente para proteger a la avutarda de Houbara y atraer divisas mediante expediciones de caza por parte de jeques árabes.
La legislación kazaja permite designar áreas protegidas tanto al gobierno central como a las autoridades locales.